# Fortaleza de Chioár
La fortaleza de Chioár (en rumano: Cetatea Chioarului) o fortaleza de Kővár (en húngaro: Kővár vára, "castillo de la ciudad de piedra"), que alguna vez fue el centro de la tierra de Chioár (rumano țara Chioarului, húngaro Kővárvidék) que lleva su nombre, se encuentra en la localidad de Berchezoaia, comuna de Remetea Chioarului, en Transilvania.
El castillo fue construido al este del pueblo en la salida norte de la garganta del río Lăpuș, a una altitud de 407 metros sobre el nivel del mar. El profundo valle fluvial con forma de garganta rodea la fortaleza rocosa por tres lados. El otrora famoso castillo ahora es solo una ruina, cuyo área ha sido cubierta por la vegetación. 
Forma parte de la Reserva Natural de la Garganta del Lăpuș. Es un monument istoric de Rumanía, con el código LMI MM-I-s-A-04369. En el Repertorio Arqueológico Nacional aparece con el código 108525.01.01.

## Diseño

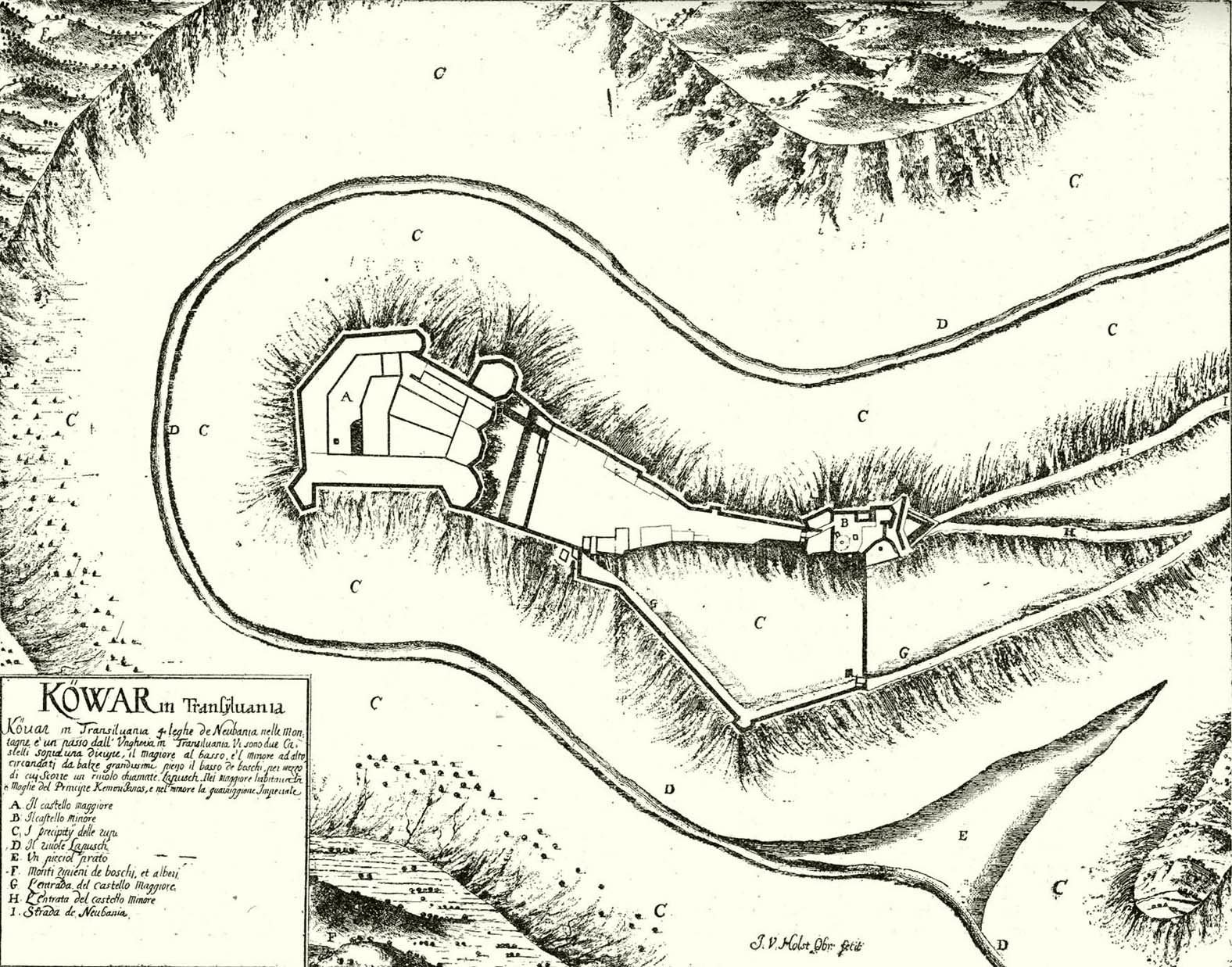
Plano del castillo en el.

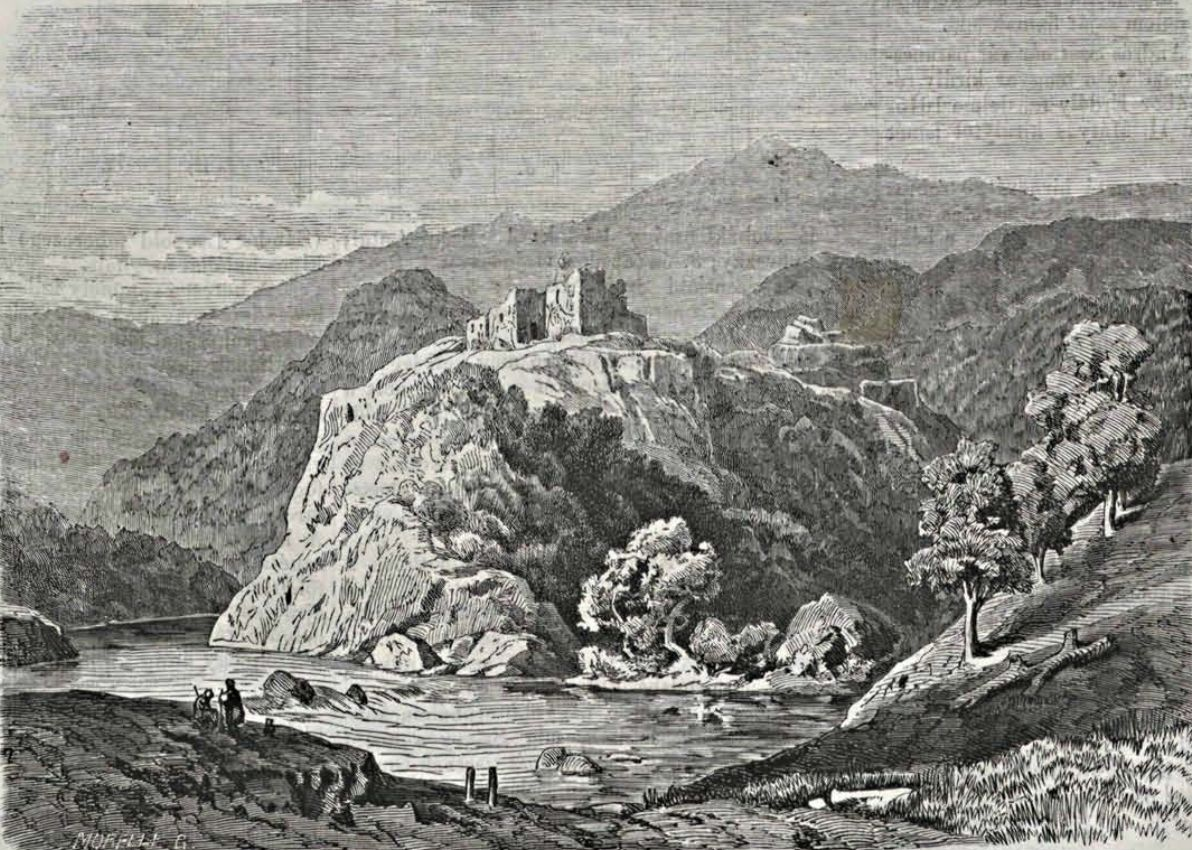
Gusztáv Keleti, dibujo de la fortaleza de Chioar.

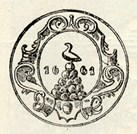
Sello del Kővárvidék (Tierra de Bârsa, 1661).

El antiguo castillo constaba de tres partes. En la parte superior estaba la vivienda señorial y el patio, en la central estaban las cárceles, las oficinas y la guardia del castillo, y en la parte inferior estaba el recinto ferial. Hasta finales del siglo XIX, se podían ver rastros de los adoquines del mercado del castillo en esta tercera parte inferior, y una abertura relativamente grande cerca de él podría haber sido un sótano hundido o un calabozo.
La parte más antigua del castillo estaba formada por un edificio pequeño y rectangular, llamado castillo superior o pequeño en el lugar más alto del promontorio, con cuatro torres en las esquinas, un pequeño bastión cuadrado en el lado oeste y un soporte de cañón triangular construido frente a él. Hacia el oeste, por la única salida del promontorio, discurría una vez el acceso a la carretera principal hacia Baia Mare. 
La terraza inferior, que se ensancha ligeramente hacia el este, formaba el final del promontorio. Sobre este se construyó el castillo inferior o grande, luego el castillo pequeño y grande se conectaron por un pasillo de doble muro. Se erigió otro patio delantero frente al patio cerrado completando así la pequeña fortaleza.

## Historia
A mediados del siglo XIV, el castillo aparecía solo como un topónimo. En 1368, Imre, el hijo de András Lackfi, fue mencionado como hijo del voivoda de Kővár, por lo que para entonces probablemente podría haber estado ya en pie. András Lackfi fue el señor de Kővár entre 1356 y 1359 como voivoda de Transilvania, por lo que probablemente fue construido como un castillo real antes de este período, y pasó a ser propiedad del voivoda de Transilvania, lo que parece confirmarse por su historia posterior.
En 1319 aparece documentada como residencia de la casa noble Gutkeled, la más influyente familia de la corte de Esteban V. Fue mencionado como un castillo real en la década de 1370. Entre 1375 y 1378 pasó a ser propiedad de Balk y Drág de Beltiug (Beltek), voivodaa de Maramureș (aparece con el nombre Kewar castrum). En 1378, el rey Luis el Grande, y más adelante, Segismundo de Luxemburgo (1405), confirmaban la donación del señorío, que la casa de Dragoș conservaría hasta su extinción en 1555. En 1405 existían 58 asentamientos en el enorme señorío: Nyékfalva, Berkesz, Magyarlápos, Tóthfalu, Sülelmed, Kisardó, Görcsön, Szilágycseh, Kővárremete, Komas, Körtvélyes, Alsókápolnok, Középsőkápolnok, Kovácsfalva, Berence, Körpényes, Vasmelyfalva, Kékes, Karulya, Szakállasfalva, Koltó, Alsókolcsó, Bozinta, Felsőaranyos, Alsóaranyos, Kalchua, Pusztahidegkút, Alsófentős, Felsőfentős, Hosszúfalu, Pribelfalva, Magasfalva, Dánfalva, Lukácsfalva, Fejérszék, Tölgyes, Nagheder, Kysheder, Somkút, Balkonia, Gavora, Váralja, Priszlop, Buny, Wilma, Körtvélyesrév, Fejérfalva, Lemény, Letka, Kocsoládfalva, Kozla, Babafalva, Tarbolcha, Somos, Győrtelek, Mathos y Fekinda.
Desde la segunda mitad del siglo XVI el castillo estuvo en manos reales, fue una de las fortalezas más importantes del principado de Transilvania. Era de parte de un dominio de gran tamaño, cuyos habitantes debían participar en la defensa del castillo con diversos servicios militares (tiradores) y económicos (transporte, mantenimiento). El castillo estaba encabezado por el capitán en jefe, cuya oficina era una de las dependencias más importantes del principado. Tras la anexión por Leopoldo I de Habsburgo en 1690 del principado de Transilvania al Sacro Imperio Romano Germánico gradualmente perdió su importancia militar. Fue demolida en 1718 por los cañones del general Rabutin para no servir a los kuruc de Rákóczi.